# Gmina Nova Rača
Nova Rača – gmina w Chorwacji, w żupanii bielowarsko-bilogorskiej.

## Miejscowości i liczba mieszkańców (2011)
- Bedenik – 461
- Bulinac – 358
- Dautan – 295
- Drljanovac – 242
- Kozarevac Račanski – 109
- Međurača – 330
- Nevinac – 203
- Nova Rača – 469
- Orlovac – 199
- Sasovac – 228
- Slovinska Kovačica – 137
- Stara Rača – 308
- Tociljevac – 94